# Eucharia culoti
Eucharia culoti är en fjärilsart som beskrevs av Charles Oberthür 1912. Eucharia culoti ingår i släktet Eucharia och familjen björnspinnare. Inga underarter finns listade i Catalogue of Life.